# Vugar Alakparov
Vugar Mursal Alakparov, někdy uváděn i jako Alakbarov (ázerbájdžánsky Vüqar Mursal Ələkbərov, * 5. ledna 1981, Mingačevir), ázerbájdžánský amatérský boxer, držitel bronzové olympijské medaile z Letních olympijských her 2000 v Sydney ve střední váze a účastník olympijských her 2004 v Athénách v těžké váze.

## Životopis
Vugar Alakparov se narodil v Mingačeviru 5. ledna 1981, v roce 1994 byl akademickým mistrem Ázerbájdžánu ve veslování, ale o rok později začal boxovat pod vedením trenéra Rašída Mammadova a v dalším roce se stal mistrem své země. V roce 2000 absolvoval polytechnický institut v Mingačeviru a 2005 se stal absolventem Státní univerzity v Baku.

## Boxerská kariéra
Po čtyřech letech usilovného tréninku se ve svých 19 letech kvalifikoval na turnaji v Rumunsku na olympiádu do Sydney. Předchozího mistrovství Evropy v Tampere se z finančních důvodů nemohl zúčastnit, a tak olympiáda 2000 byla jeho prvním velkým oficiálním vystoupením. Po překvapivém úspěchu však v další kariéře neoslnil. Následující rok jej na mistrovství světa v Belfastu porazil v 1. kole Angličan Carl Froch a podobně skončil na evropském šampionátu v Permu 2002, kde prohrál s ukrajinským mistrem Olegem Maškinem.
Přibral pak na váze a pokusil se o prosazení v těžké váze (do 91 kg). Na Mistrovství Evropy v Pule v roce 2004 nejprve překonal Rumuna Adriana Stancu na body 27:6 a v osmifinále Maďara György Hidvegiho 43:25. Ve čtvrtfinále ale vůbec nestačil na pozdějšího šampióna Alexandra Alexejeva z Ruska a prohrál r.s.c. v 1. kole. Zúčastnil se pak kvalifikace na olympiádu do Athén, kterou byl memoriál Felikse Stamma ve Varšavě, a tento turnaj v těžké váze vyhrál. V Athénách nepřešel přes čtvrtfinále, na mistrovství světa 2005 v Mien-jangu v Číně se objevil v supertěžké váze a v 1. kole byl poražen Číňanem Čang Č´-lejem.

## Alakparov na olympijských hrách 2000 a 2004
Na Letních olympijských hrách 2000 se v 1. kole Alakparov střetl s keňským boxerem Peterem Kariuki Ngumim a porazil ho na body 12:3, ve 2. kole jen těsně 9:8 vyhrál nad Australanem Paulem Millerem, zatímco ve čtvrtfinále porazil Turka Akına Kuloğlu jasně 18:8. V semifinále pak nestačil na pozdějšího olympijského vítěze Kubánce Jorge Gutiérreze, když prohrál jasně 9:19. Společně s Maďarem Zsoltem Erdeiem se podělil o bronzovou medaili.
Na Letních olympijských hrách 2004 se mu už nedařilo. Sice porazil v 1. kole Řeka Spyridona Kladouchase dost těsným poměrem 18:14, ale pak ve čtvrtfinále prohrál r.s.c. s Nasserem Al Shamim ze Sýrie.